# Radzieszyn
Radzieszyn – wieś w Polsce położona w województwie dolnośląskim, w powiecie oleśnickim, w gminie Bierutów.

## Podział administracyjny
W latach 1975–1998 miejscowość administracyjnie należała do województwa wrocławskiego.

## Demografia

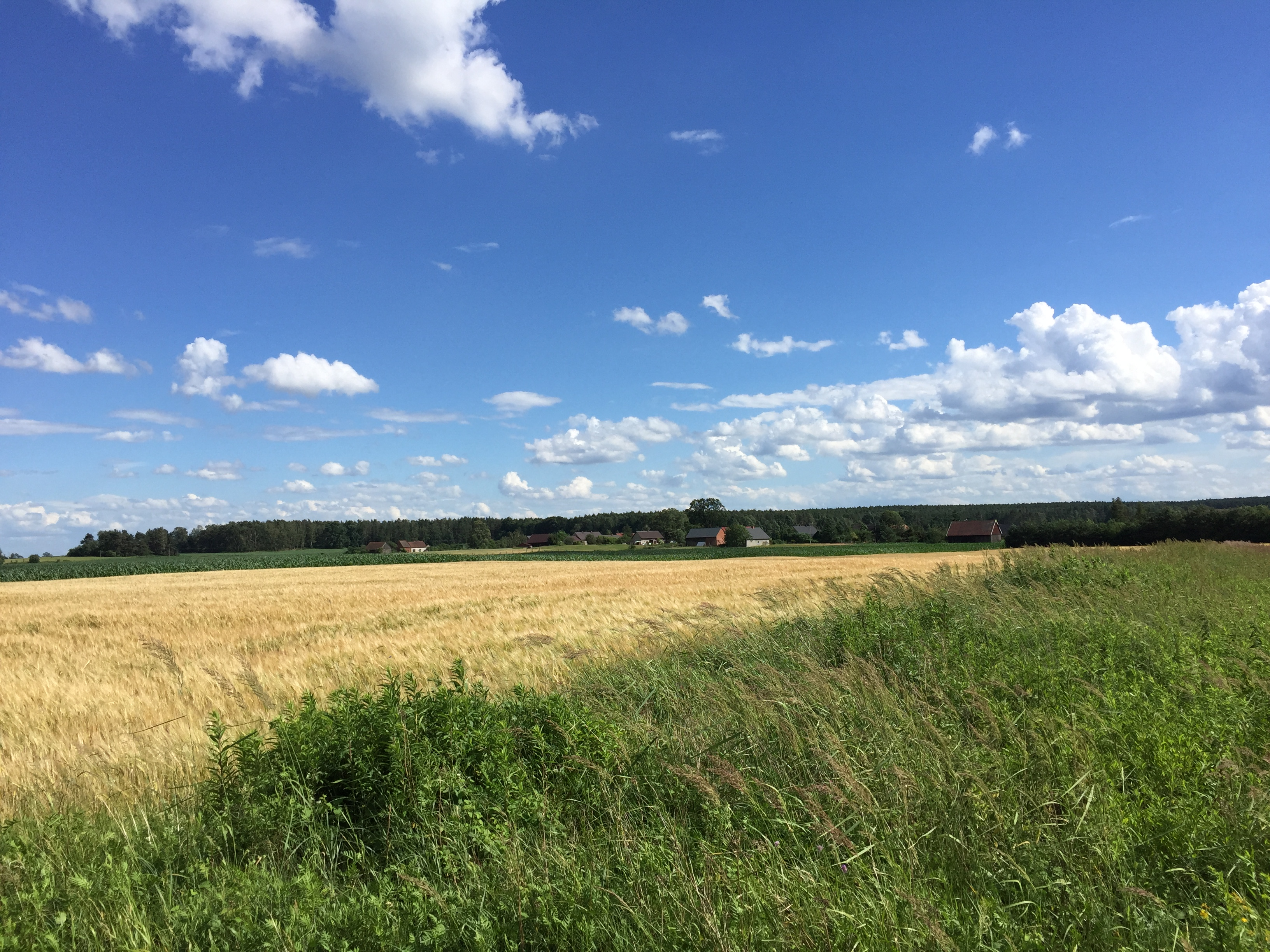
Widok wsi

Według Narodowego Spisu Powszechnego (III 2011 r.) liczył 40 mieszkańców. Jest najmniejszą miejscowością gminy Bierutów.